# Telehit
Telehit va ser un canal de televisió mexicà dirigit al públic hispanoparlant de temàtica musical, el qual pertanyia a la cadena Televisa Networks.
Aquest canal va començar les seves emissions regulars a Espanya el 18 de juny de 2006 per TDT en el segon canal de La Sexta i va cessar les seves emissions el 31 de juliol de 2007 per a donar pas a Hogar 10, el segon canal de La Sexta. Aquesta freqüència de la TDT va estar ocupada pel canal de futbol de pagament Gol Televisión fins al 30 de juny de 2015.
El 1r de juliol de 2015, va començar les seves emissions el canal Mega en la mateixa freqüència.